# Fila Balázs
Fila Balázs (Kaposvár, 1979. november 12. –) magyar színművész.

## Életpályája
A helyi Toldi Lakótelepi Általános Iskola és Gimnáziumban (jelenleg Toldi Lakótelepi Tagiskola) érettségizett. Elsőre nem vették fel a színművészeti egyetemre. 1998–2001 között Ascher Tamás hívására, csoportos szereplőként dolgozott a kaposvári Csiky Gergely Színházban. 2001–2005 között a Színház- és Filmművészeti Egyetem hallgatója volt, operett-musical szakon. 2005–2008 között a Budapesti Operettszínház tagja volt, mellette 2006-tól a Körúti Színházban is játszott. 2008-tól a József Attila Színház tagja. Vendégszerepléseket is vállal.

## Fontosabb színházi szerepei
- Lila ákác (Angelusz, Bizonyos úr) – József Attila Színház, Budapest (2019)
- Neplemente előtt (Hanefeldt, Clausen jogásza) – József Attila Színház, Budapest (2019)
- Vesztegzár a Grand Hotelben (Sedlintz, egészségügyi tanácsos) – József Attila Színház, Budapest (2018)
- A pápanő (Aeskulapius) – József Attila Színház, Budapest (2018)
- Feketeszárú cseresznye (Pópa) – József Attila Színház, Budapest (2018)
- Tanár úr kérem (Tanár) – Karinthy Színház, Budapest (2018)
- Zerkovitz Béla - Szilágyi László: Csókos Asszony (Kubanek Helmuth, A Hentes) - 2017/2018
- Lucifer Show (szereplő) – József Attila Színház, Budapest (2017)
- A balkon (Püspök, Tolvajnő) – Maladype Színház, Budapest (2017)
- Móricz Zsigmond - Kocsák Tibor - Miklós Tibor: Légy Jó Mindhalálig (Pósalaky Úr) - 2017/2018
- Bohumil Hrabal: Sörgyári Capriccio (Boda Červinka, Mesterfodrász) - 2016/2017
- Kollár Béla: Veszek Egy Éjszakát (Wéber) - 2016/2017
- Dale Wasserman - Mitch Leigh - Joe Darion: La Mancha Lovagja (Pap) - 2016/2017
- William Shakespeare: Iii. Richárd (Sir Robert Brakenbury, A Tower Várnagya, Lord Hastings, Sir Richard Ratcliff) - 2015/2016
- Joseph Kesselring: Arzén És Levendula (Teddy, Az Amerikai Egyesült Államok Elnöke) - 2015/2016
- Fodor László - Lakatos László - Fekete Mari: Helyet Az Ifjúságnak (Ervin, Az Elnök Titkára) - 2015/2016
- Giulio Scarnacci - Renzo Tarabusi: Kaviár És Lencse (Roberto, Leonida Fia ) - 2014/2015
- Görgey Gábor: Komámasszony, Hol A Stukker? ( Kiss, Az Intellektuel) - 2014/2015
- Pavlovits Miklós - Márkó Eszter: Babszem Jankó (Babszem Jankó) - 2014/2015
- Szakcsi Lakatos Béla - Csemer Géza: Cigánykerék (Lönci, Csöves, Prostituált) - 2014/2015
- Molière: Úrhatnám Polgár (Tánctanár) - 2013/2014
- Dobozy Imre - Verebes István: Hattyúdal (Borsos, Munkás, Lottóárus) - 2013/2014
- Tömöry Márta - Korcsmáros György: Csizmás Kandúr (Udvarmester) - 2013/2014
- Bertolt Brecht: Angliai Második Edward Élete (A Gyerek Edward, A Fia, A Későbbi Harmadik Edward, Második Individuum, Egy Balladaénekes, Coventry Főapátja, A Későbbi Winchester Érseke) - 2012/2013
- Hunyady Sándor: Feketeszárú Cseresznye (Pópa) - 2012/2013
- Carlo Goldoni: Chioggiai Csetepaté (Canocchia, Sült-Tök-Árús) - 2011/2012
- Elfriede Jelinek: Mi Történt, Miután Nóra Elhagyta A Férjét, Avagy A Társaságok Támaszai (Egy Úr, Annemarie) - 2011/2012
- Vitéz Miklós - Vadnay László: Meseautó (Szűcs János, Vezérigazgató) - 2011/2012
- Claude Magnier: Oscar (Philippe, A Masszőr, Philippe, A Masszőr) - 2010/2011
- Eugene Labiche - Marc Michel: Olasz Szalmakalap (Tardiveau, Könyvelő) - 2010/2011
- Ruttkay Zsófia - Hámos György - Vajda Anikó: Mici Néni Két Élete (Nyomozó 1, Gyászhuszár, Fodrász, Fiú 2, Pincér A Budavárban, Paraszt, Tanácsi Tisztviselő 2) - 2010/2011
- Miklós Tibor - Kocsák Tibor - Jókai Mór: Szegény Gazdagok (Szolgabíró, Hadházi, Hadházi, Szolgabíró) - 2010/2011
- Jeremy Lloyd - David Croft: Hallo Hallo! (Leclerc, Ellenálló) - 2009/2010
- Hamvai Kornél: Harmadik Figyelmeztetés (Mentős) - 2009/2010
- Makszim Gorkij: Éjjeli Menedékhely (Báró, Képzelt Nemes) - 2008/2009
- Jonathan Wood - Fred Farelli: Démonológia (Polidori) - 2006/2007
- Zerkovitz Béla - Szilágyi László: Csókos Asszony (Salvator Philippo, Főkomornyik) - 2006/2007
- Jávori Ferenc Fegya - Miklós Tibor: Menyasszonytánc (Tanító) - 2005/2006
- Howard Ashman - Tim Rice: A Szépség És A Szörnyeteg (Perc Úr, Az Óra) - 2004/2005
- A Tüsszentés (Szereplők) - 2004/2005
- Alain Boublil - Claude-Michel Schönberg: Miss Saigon (Professzor) - 2002/2003
- Roland Schimmelpfennig: Push Up 1-3 (Frank) - 2002/2003

## Filmes és televíziós szerepei
- Csocsó, avagy éljen május elseje! (2001)
- Tűzvonalban (2009)
- Tóth János (2018)
- Aranybulla (2022)
- Hazatalálsz (2023)
- Most vagy soha! (2024)

## Díjai, elismerései
- Kaló Flórián-díj (2017)
- Sztankay István-díj (2022)[3]